# John Swainson

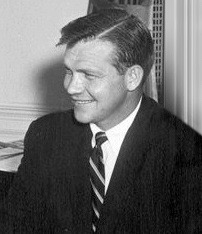
John B. Swainson (1961)

John Burley Swainson (* 31. Juli 1925 in Windsor, Ontario; † 13. Mai 1994 in Manchester, Michigan) war ein US-amerikanischer Jurist und Politiker und von 1961 bis 1963 der 42. Gouverneur des Bundesstaates Michigan.

## Frühe Jahre und politischer Aufstieg
Im Alter von zwei Jahren kam John Swainson mit seinen Eltern aus Kanada nach Port Huron in Michigan. Dort besuchte er die örtlichen Schulen. Während des Zweiten Weltkrieges war er Soldat der US Army. Bei einer Minenexplosion in der Nähe von Metz verlor er am 15. November 1944 beide Beine. Nach monatelanger Rehabilitation lernte er, mit künstlichen Beinen selbständig zu laufen. Nach dem Krieg setzte er seine Ausbildung am Olivet College fort. Dort machte er im Jahr 1947 seinen Abschluss. Schließlich studierte Swainson noch bis 1951 an der University of North Carolina Jura.
Swainson war Mitglied der Demokratischen Partei. Zwischen 1954 und 1958 saß er im Senat von Michigan. 1958 wurde er zum Vizegouverneur seines Staates gewählt. In dieser Eigenschaft war er von 1959 bis 1961 der Vertreter von Gouverneur G. Mennen Williams in dessen sechster und letzter Amtszeit. Am 8. November 1960 wurde er zum neuen Gouverneur gewählt. Mit 35 Jahren war er der jüngste Gouverneur von Michigan des 20. Jahrhunderts. Den Rekord hält Gouverneur Stevens Mason, der bei seinem Amtsantritt im Jahr 1835 erst 24 Jahre alt war.

## Gouverneur von Michigan
John Swainson trat seine zweijährige Amtszeit am 2. Januar 1961 an. In dieser Zeit wurden Steuern für die Benutzung von Telefonen und Telegraphen eingeführt. Die Gerichtsverfahren wurden vereinfacht. Auf Alkohol und Zigaretten wurden zusätzliche Steuern zur Finanzierung der Schulen erhoben. Für ältere Menschen wurde ein eigenes Krankenversicherungsmodell vorgeschlagen. Auf der anderen Seite wurden Rentenbezüge für Parlamentarier in Michigan von der Steuer befreit. Im Jahr 1962 scheitere Swainsons Kandidatur für seine Wiederwahl. Er unterlag dem Republikaner George W. Romney und musste am 1. Januar 1963 sein Amt aufgeben.

## Weiterer Lebensweg
1963 unterstützte Swainson Martin Luther King und die Bürgerrechtsbewegung, indem er am „Walk of Freedom“ in Detroit teilnahm. In diesem Jahr war er auch Mitglied im Democratic National Committee. Zwischen 1965 und 1971 war Swainson Richter an einem Bezirksgericht. Zwischen 1971 und 1975 war er in der gleichen Funktion am Michigan Supreme Court. Dort musste er sich im Jahr 1975 mit einer Anklage wegen Bestechlichkeit auseinandersetzen. Von diesem Vorwurf wurde er freigesprochen. Aber er wurde wegen Meineids schuldig gesprochen und zu 60 Tagen Gefängnis verurteilt. Das kostete ihn sein Richteramt. Zwischenzeitlich verlor er sogar seine Zulassung als Rechtsanwalt. Später wurde er Antiquitätenhändler und Vorsitzender der Michigan Historical Commission. John Swainson starb am 13. Mai 1994. Er war mit der im Jahr 2004 verstorbenen Alice Nielsen verheiratet, mit der er zwei Kinder hatte.